# Cryptocentrus maudae
Cryptocentrus maudae is een straalvinnige vissensoort uit de familie van grondels (Gobiidae). De wetenschappelijke naam van de soort is voor het eerst geldig gepubliceerd in 1937 door Fowler.